# Tony Oller
Anthony Michael "Tony" Oller (La Grange, Illinois; 25 de febrero de 1991) es un cantante, compositor, músico y actor estadounidense. Es conocido por su papel de Walt Moore en la serie Gigantic y Daniel "Danny" Neilson en la serie As the Bell Rings. También ha aparecido en las películas Beneath the Darkness y The Purge.

## Carrera

### Actuación
Actuó en la película original de Lifetime Unanswered Prayers, basada en la canción de Garth Brooks. Participó durante dos temporadas en la  As the Bell Rings, en el papel de Danny. Dicha serie cuenta con tres canciones originales grabadas por Oller. Su primera canción / video musical "Could You Be The One" se estrenó el 2 de agosto de 2008 en Disney Channel, seguido de "Here I Go" and "All You Gotta Do". También actuó en la serie de TeenNick, Gigantic, en el papel de Walt Moore. Él apareció en la película de terror Beneath the Darkness y en la película The Purge.

### Música
En 2012, Tony Oller y su ex coestrella de Gigantic, Malcolm David Kelley se unieron para formar el dúo pop MKTO. El grupo firmó con Columbia Records y lanzó su sencillo debut "Thank You", el 15 de enero de 2013. el sencillo alcanzó el número 2 en las listas australianas. y el número 7 en las listas de Nueva Zelanda. En 2013 su sencillo "Classic" fue lanzado con un video musical.

## Filmografía
| Año  | Título                  | Rol             | Notas                       |
| ---- | ----------------------- | --------------- | --------------------------- |
| 2013 | The Purge               | Henry           |                             |
| 2011 | Beneath the Darkness    | Travis          |                             |
| 2011 | Field of Vision         | Tyler McFarland | Película para TV            |
| 2010 | Unanswered Prayers      | Jesse Beck      | Película para TV (Lifetime) |
| 2006 | I Flunked Sunday School | Lloyd           |                             |

## Televisión
| 2014      | The Thundermans   | Él mismo               | Invitado Especial                               |
| 2011      | CSI: Nueva York   | Nicholas Albertson     | Ep: "Crossroads"                                |
| 2010-2011 | Gigantic          | Walt Moore             | Rol principal                                   |
| 2007-2009 | As the Bell Rings | Daniel 'Danny' Neilson | Protagonista (Serie original de Disney Channel) |

## Discografía

### Sencillos
| Año  | Título                 | Álbum             | Notas               |
| ---- | ---------------------- | ----------------- | ------------------- |
| 2007 | "Shadow"               | As the Bell Rings | Con Demi Lovato     |
| 2008 | "Could You Be the One" | As the Bell Rings |                     |
| 2008 | "Here I Go"            | As the Bell Rings |                     |
| 2008 | "All You Gotta Do"     | As the Bell Rings |                     |
| 2009 | "All I Need"           | Sin álbum         | Zoovolution.com     |
| 2009 | "Live without you"     | Sin álbum         | Con Naomi Jo Biggin |
| 2012 | "Thank You"            | Sin álbum         |                     |
| 2013 | "Classic"              | Sin álbum         |                     |

2020    "How Much"                     MKTO